# أوتو بلوم (لاعب كرة مضرب)
أوتو بلوم (بالهولندية: Otto Blom)‏ هو لاعب كرة مضرب هولندي، ولد في 19 مارس 1887 في أمستردام في هولندا، وتوفي في 22 يوليو 1972 في زايست في هولندا.

## وصلات خارجية
- أوتو بلوم على موقع رابطة محترفي التنس (الإنجليزية)
- أوتو بلوم على موقع الاتحاد الدولي لكرة المضرب (الإنجليزية)
- أوتو بلوم على موقع أوليمبيديا (الإنجليزية)